# Sjumentsi
Sjumentsi (bulgariska: Шуменци) är ett distrikt i Bulgarien.   Det ligger i kommunen Obsjtina Tutrakan och regionen Silistra, i den nordöstra delen av landet, 300 km nordost om huvudstaden Sofia.
Trakten runt Sjumentsi består till största delen av jordbruksmark. Runt Sjumentsi är det ganska glesbefolkat, med 38 invånare per kvadratkilometer.